# Villepreux
Villepreux ist eine französische Gemeinde mit 11.568 Einwohnern (Stand 1. Januar 2022) im Département Yvelines in der Region Île-de-France.

## Geographie
Die Stadt Villepreux befindet sich zwölf Kilometer von Versailles entfernt. Das Gemeindegebiet ist überwiegend ländlich. Etwa 15 Prozent des Gemeindegebietes sind besiedelt.
Im Herzen ist Villepreux ein historisches Dorf, erbaut rund um das Schloss des 18. Jahrhunderts, erbaut von der Familie Francini. Im Süden, Richtung SNCF-Bahnhof, befindet sich eine Siedlung aus Häusern der 1970er-Jahre, häufig renoviert in den vergangenen Jahren.

## Geschichte
Der Ursprung von Villepreux liegt weit zurück. Der Name selbst ist einer Erklärung zufolge gallorömisch und kommt von villa pirorum, dem Namen eines großen Gutshofes auf dem heutigen Gemeindegebiet. Anderen Erklärungen zufolge stammt der Name von villa porcorum, also einem Schweinebauernhof. Weitere Quellen sprechen von villapeureur, also einer Leprakolonie. Die erste gesicherte Erwähnung von Villepreux stammt aus dem Jahr 856.

## Sehenswürdigkeiten
- Kirche Saint-Germain
- Schloss Villepreux (Château de Grand’Maisons): ursprünglich von Thomas Francine ab 1607 als Wohnsitz erbaut, ab 1720 für die Familie Francine zum Schloss umgebaut und erweitert
- Gondi-Schloss: erbaut 1885 von Georges Nagelmackers, Direktor der Compagnie Internationale des Wagons-Lits
- Bauernhof Grand’Maisons: heute Seminarzentrum
- Haus Saint-Vincent
- Kirche Saint-Vincent-de-Paul: Das Dekor an der Südfassade wurde von Robert Lesbounit gestaltet.
- Figuren der Straße Pierre Curie mit dem Patron der Metzer und dem Patron der Apotheker
- Weitere Kunstwerke von Robert Lesbounit: Fresken auf Häusern und Plätzen

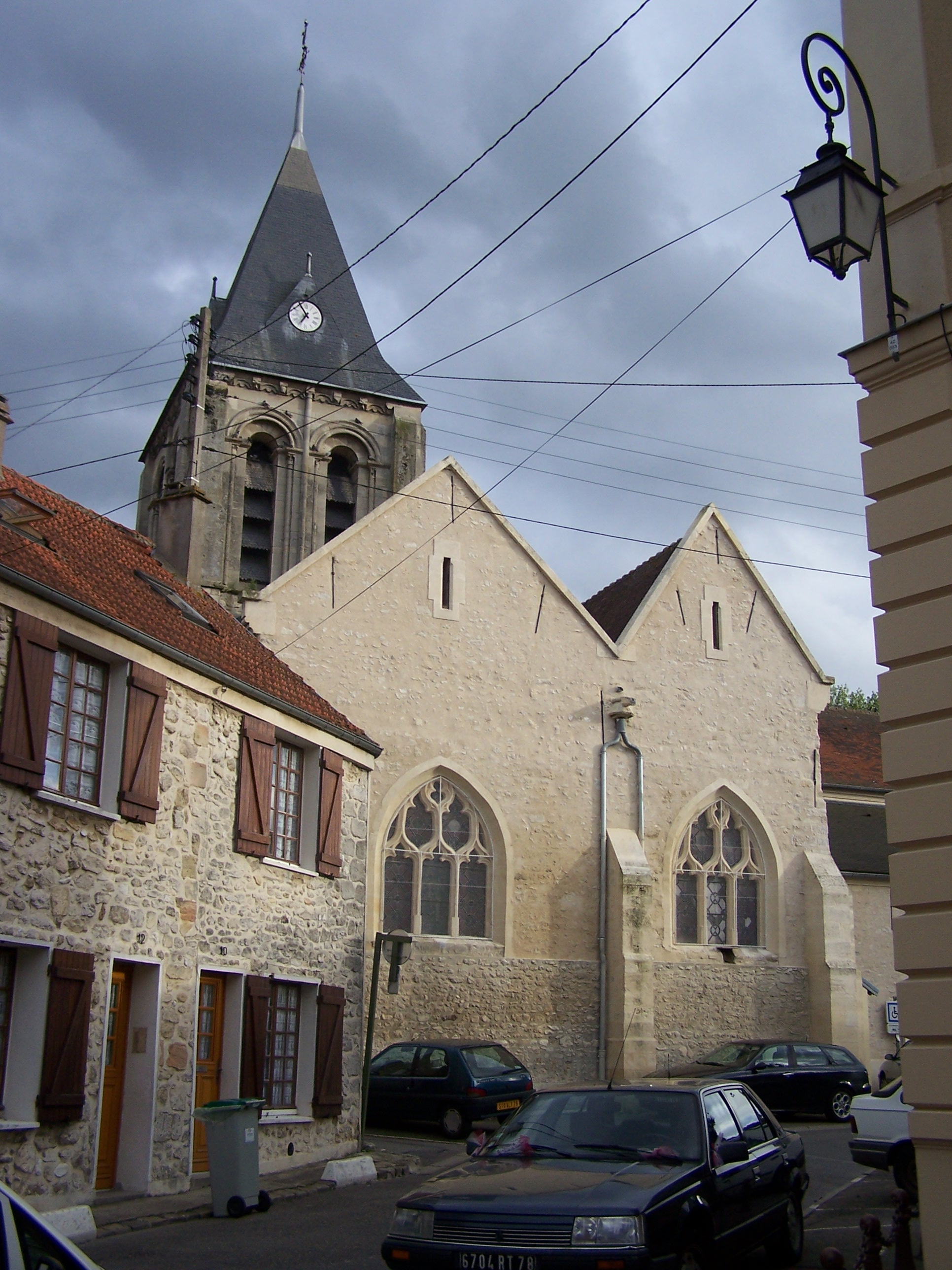
Kirche Saint-Germain, Westfassade in der Altstadt
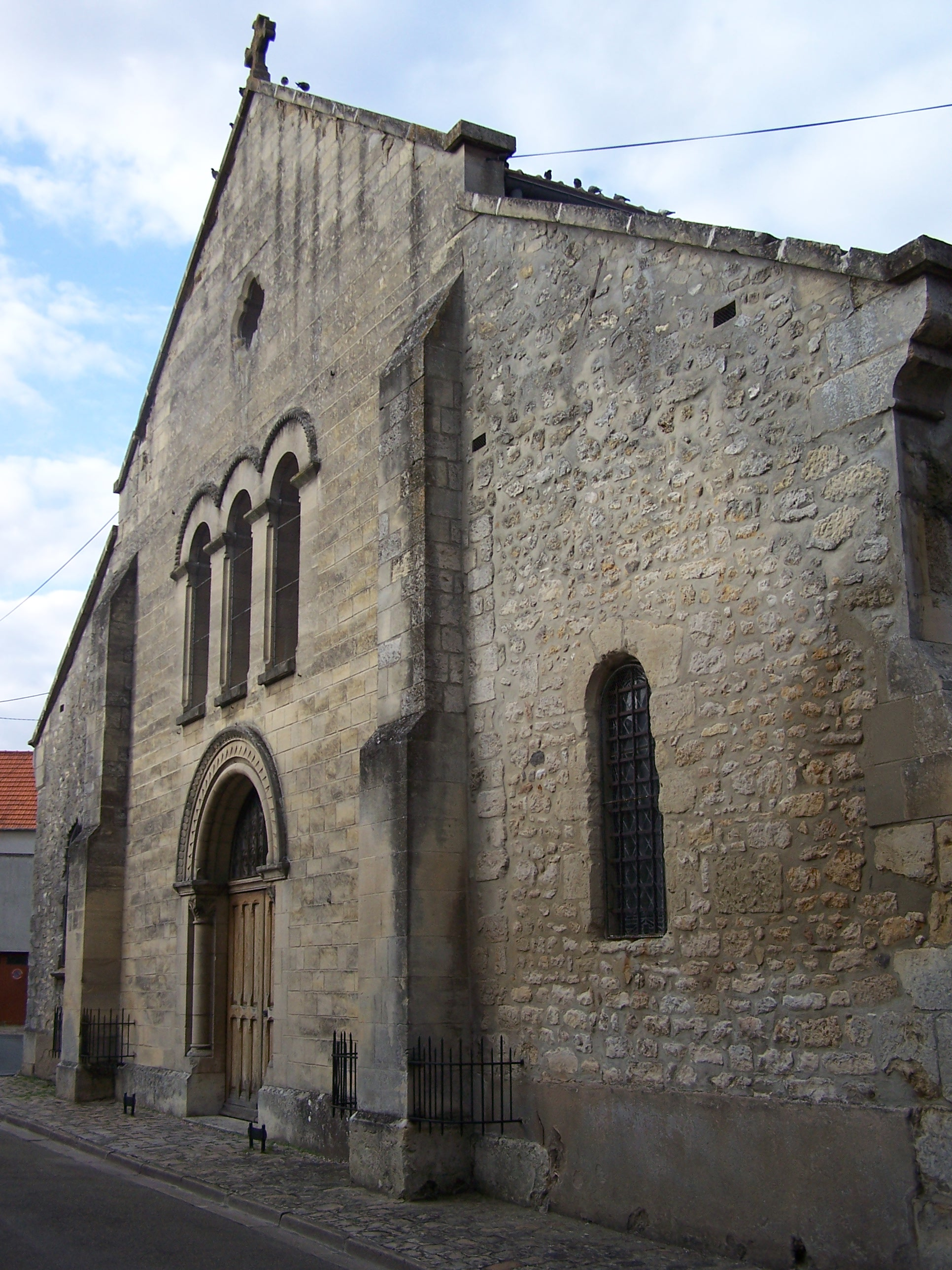
Südfassade der Kirche Saint-Germain

## Wirtschaft
- Die Stadt ist vor allem Wohnstadt
- Getreidewirtschaft

## Partnerstädte
- Fulpmes in Österreich, Tirol seit 1967[1]

## Persönlichkeiten
- Claude Galle (* 1758 in Villepreux; † 1815 in Villepreux), Bronzierer und Ziseleur